# فرهادی (بردسیر)
فرهادی، روستایی از توابع بخش لاله‌زار شهرستان بردسیر در استان کرمان ایران است.

## جمعیت
این روستا در دهستان قلعه عسگر قرار دارد و براساس سرشماری مرکز آمار ایران در سال ۱۳۸۵، جمعیت آن زیر سه خانوار بوده‌است.